# Fridhardt Pascher
Fridhardt Pascher (* 7. März 1936 in Cheb) ist ein deutscher Kommunalpolitiker (SPD) und Musikverleger.

## Leben
Fridhardt Pascher wurde in Cheb als Sohn eines Bauunternehmers geboren. Nach der Vertreibung 1945 siedelte sich die Familie in Gerlingen (Baden-Württemberg) an. 1953 bis 1959 absolvierte Pascher eine Verwaltungsausbildung und begann 1959 beim Bürgermeisteramt Bonlanden als Gemeindeinspektor. 1968 wurde Pascher zum Bürgermeister von Bonlanden gewählt.
In den sechs Jahren seiner Amtszeit in Bonlanden von 1968 bis 1974 (seit 1975 ist Bonlanden in Filderstadt eingemeindet) setzte Pascher zahlreiche Projekte um, wie den Bau des Bildungszentrums Seefälle, die Gründung einer Jugendmusikschule 1968 u. a. Das größte Projekt war der Bau eines Hallenfreibads, des heutigen Fildorados, eines der ersten Erlebnisbäder in Südwestdeutschland. Wegen geplanter Thermalbohrungen gab es einen Rechtsstreit mit den Cannstatter Thermalbädern. Aufgrund der hohen Kosten wurde der Bau durch das Landratsamt Esslingen als Aufsichtsbehörde 1975 vorübergehend eingestellt, dann aber weitergebaut und 1978 eröffnet. Als wichtigstes nicht-kommunales Projekt gilt die Ansiedlung der privaten, von der Mahle-Stiftung getragenen und 1975 eingeweihten Filderklinik.
Ende Oktober 1974 wurde Pascher zum Bürgermeister von Urach gewählt. Während seiner Zeit als Bürgermeister von 1975 bis 1996 trieb er die Entwicklung Urachs zum Kurort und damit die Ernennung zum Heilbad entscheidend voran.
1981 gründete Pascher das Festival Herbstliche Musiktage Bad Urach, das regelmäßig Ende September bis Anfang Oktober etwa für eine Woche stattfindet. Der Sänger Hermann Prey prägte als Mitbegründer und künstlerischer Leiter die ersten Jahre des Festivals bis 1998.
Nach seinem Eintritt in den Ruhestand im Jahr 1996 gründete Pascher den Musikverlag Ura Cant, in dem er rund 60 CDs mit größtenteils historischen Musikaufnahmen und Originalmitschnitten veröffentlichte. Sein besonderes Interesse galt dem Tenor Alfons Fügel (1912–1960) aus Bonlanden, von dem er zahlreiche Aufnahmen entdeckt und als CD veröffentlicht hat, darunter Aufnahmen von Opern (z. B. Ausschnitte aus Lucia di Lammermoor mit Anny van Kruyswyk), Operetten und Volksweisen.
Pascher ist verheiratet und hat zwei Söhne.

## Schriften
- Gottlob Frick – der „schwäbschste“ aller Sänger. In: Schwäbische Heimat 2004, S. 312–315.
- Alfons Fügel – der Tenor von den Fildern. In: Schwäbische Heimat 2007, S. 58–62.
- Vom Gasmann zum Evangelimann – Zum 50. Todestag von Karl Erb. In: Schwäbische Heimat 2008, S. 306–307.
- Die Residenz Bad Urach und ihr Sänger – Zum 80. Geburtstag von Hermann Prey. In: Schwäbische Heimat 2010, S. 19–21.
- Sir Siegmund Warburg: Bankier von Weltruf mit schwäbischen Wurzeln. In: Schwäbische Heimat 2012, S. 66–73.

## Auszeichnungen
- 1996: Verdienstorden der Bundesrepublik Deutschland
- 2002: Gottlob-Frick-Medaille
- 2017: Ehrenbürger der Stadt Bad Urach